# Garden City (Carolina del Sur)
Garden City es un lugar designado por el censo ubicado en el condado de Horry, en el estado estadounidense de Carolina del Sur. La localidad en el año 2000 tiene una población de 9.357 habitantes en una superficie de 14.1 km², con una densidad poblacional de 674 personas por km². 

## Geografía
Garden City se encuentra ubicado en las coordenadas 33°35′16″N 79°0′19″O / 33.58778, -79.00528. Según la Oficina del Censo, el pueblo tiene un área total de 14,1 km² (5,4 mi²), de la cual 13,9 km² (5,4 mi²) es tierra y 0,2 km² (0,1 mi²) (1.83%) es agua.

### Localidades adyacentes
El siguiente diagrama muestra a las localidades en un radio de 16 kilómetros (9,9 mi) de Garden City.

## Demografía
En el 2000 la renta per cápita promedia del hogar era de $34.967, y el ingreso promedio para una familia era de $40.403. El ingreso per cápita para la localidad era de $24.062. En 2000 los hombres tenían un ingreso per cápita de $27.683 contra $22.904 para las mujeres. Alrededor del 5.50% de la población estaba bajo el umbral de pobreza nacional. 